# Xã Dorchester, Quận Macoupin, Illinois
Xã Dorchester (tiếng Anh: Dorchester Township) là một xã thuộc quận Macoupin, tiểu bang Illinois, Hoa Kỳ. Năm 2010, dân số của xã này là 1.550 người.